# .مصر
.مصر دامنه ی غیر  انگلیسی  است که برای  کشور مصر  استفاده می‌شود.